# Mesoligia brunnea-reticulata
Mesoligia brunnea-reticulata là một loài bướm đêm trong họ Noctuidae.